# Ружичанка
Ружича́нка — село в Україні, в Розсошанській сільській територіальній громаді Хмельницького району Хмельницької області.

## Назва
Назва походить від польського слова «ружа», «róża» (укр. троянда, шипшина).

## Географія
Крізь село протікає річка Вовк. Село розташоване поблизу об'їзної дороги Хмельницького, біля аеропорту.

## Історія
В селі проводились археологічні розкопки. В околицях виявлено три поселення та досліджено могильник черняхівської культури, на якому розкопано 73 поховання (II—V ст. н. е.).
В документах зустрічається назва Ружична Нова або Мала (пол. Rużyczna Mała), як висілок Великої Ружични, перша згадка в 1582 році 
З 1991 року село в складі незалежної України.

## Інфраструктура
В селі є школа, церква, дитячий дошкільний навчальний заклад «Сонечко», лікарська амбулаторія, сільський будинок культури.

## Населення
Населення становить 1500 осіб.

### Мова
Розподіл населення за рідною мовою за даними перепису 2001 року:
| Мова            | Кількість | Відсоток |
| --------------- | --------- | -------- |
| українська      | 1477      | 98.46%   |
| російська       | 21        | 1.40%    |
| польська        | 1         | 0.07%    |
| інші/не вказали | 1         | 0.07%    |
| Усього          | 1500      | 100%     |

## Галерея

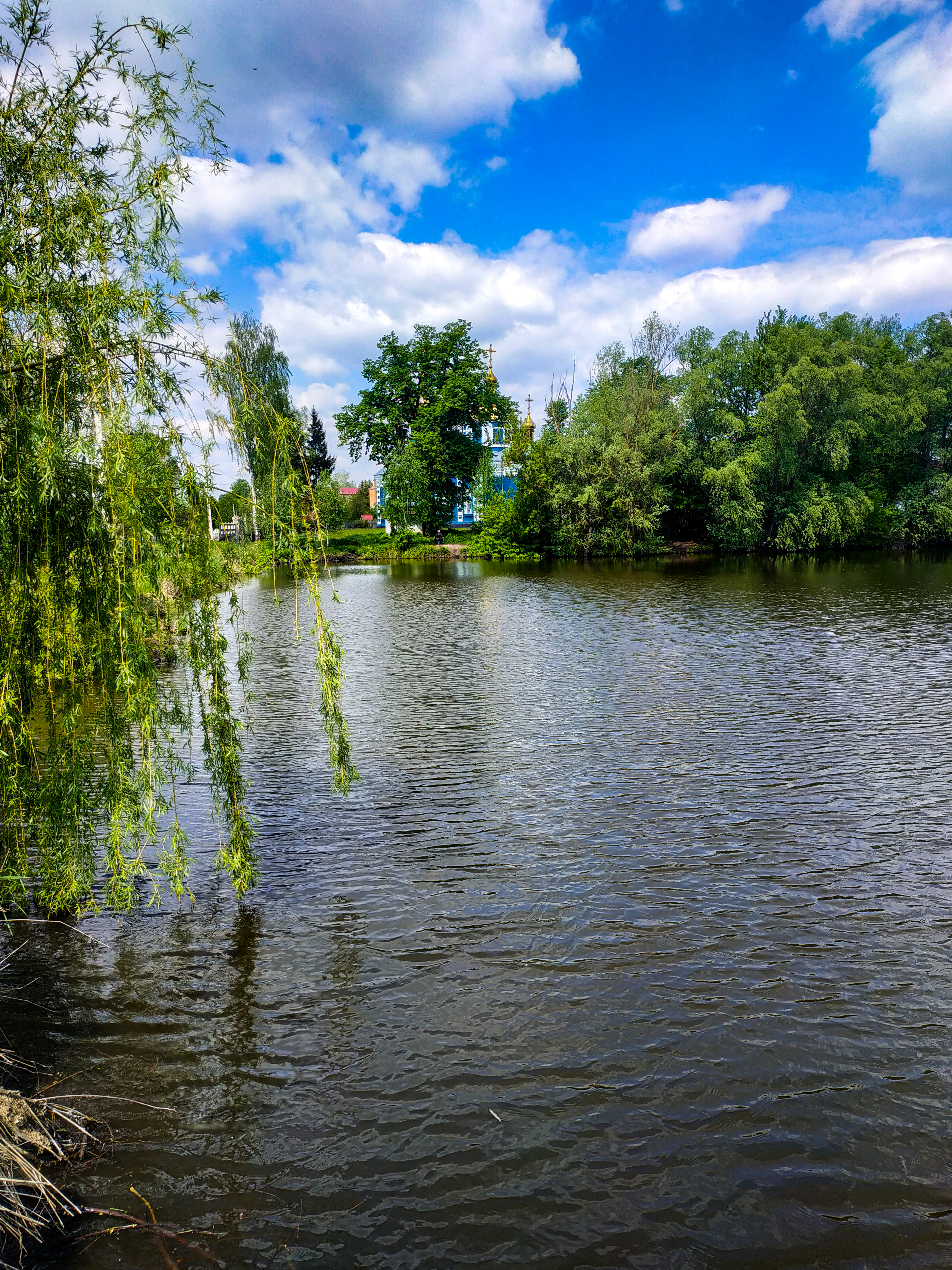
Озеро в Ружичанці
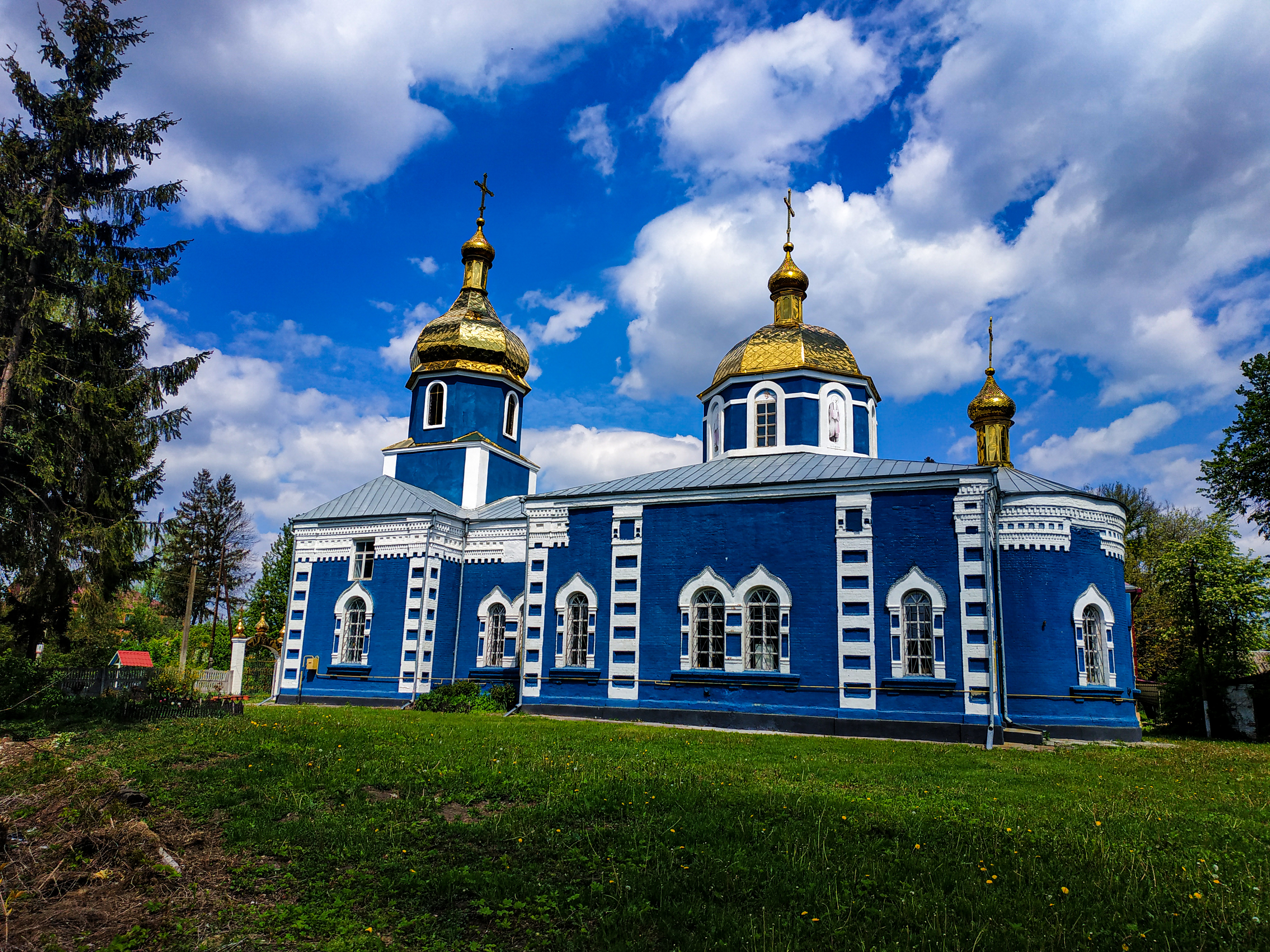
Свято-Михайлівська церква
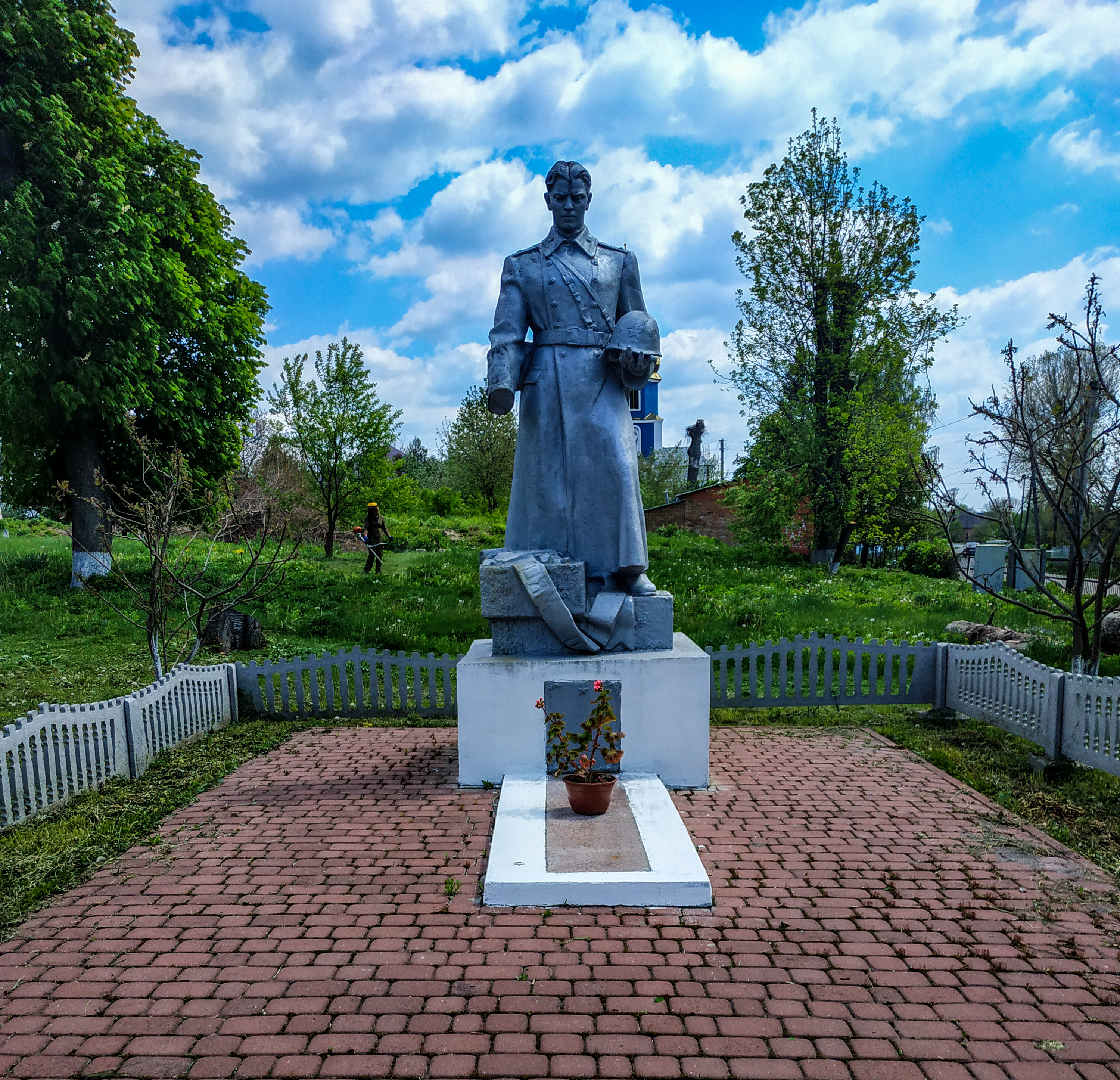
Пам'ятний знак
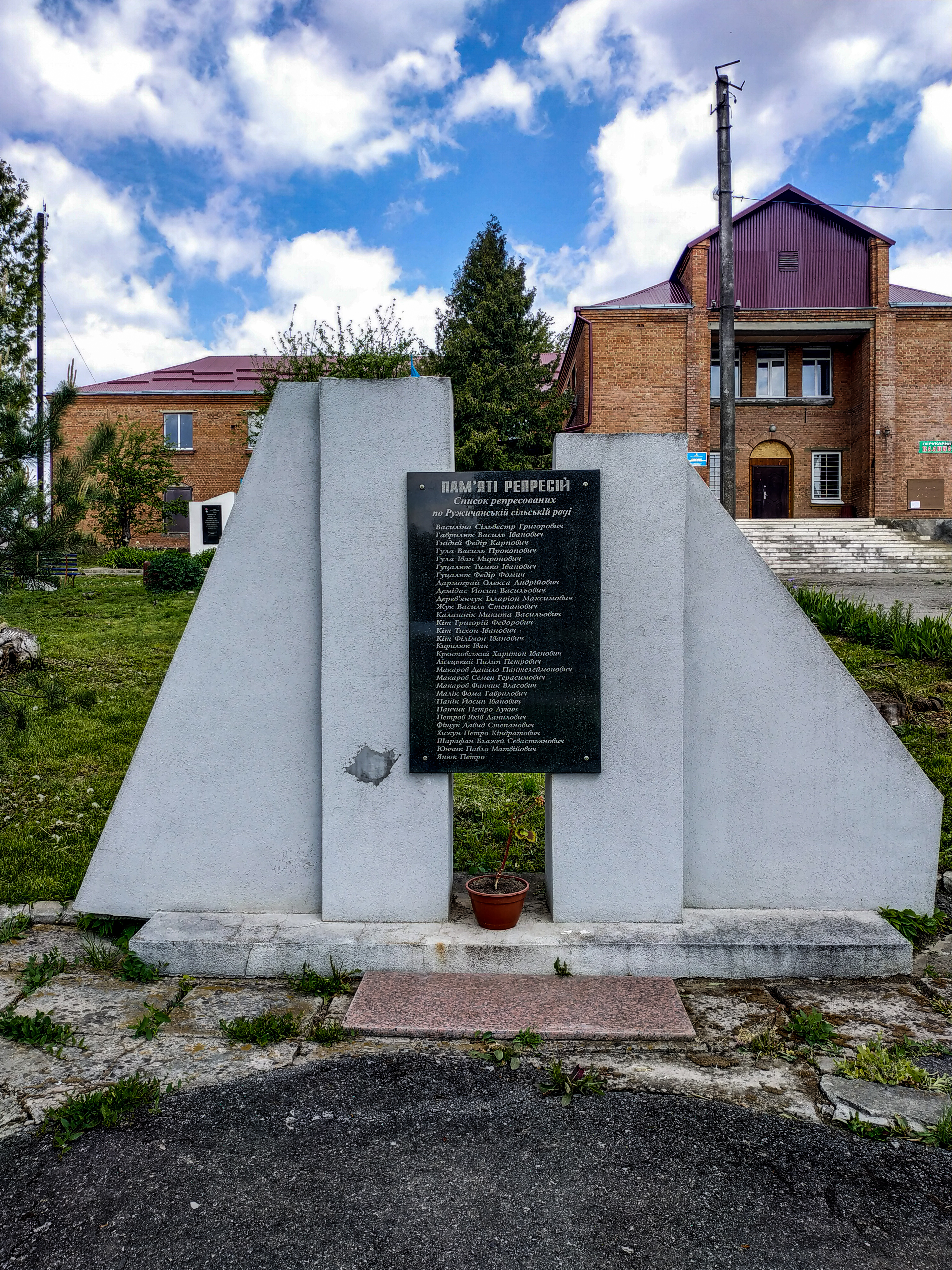
Пам'ятний знак репресованим
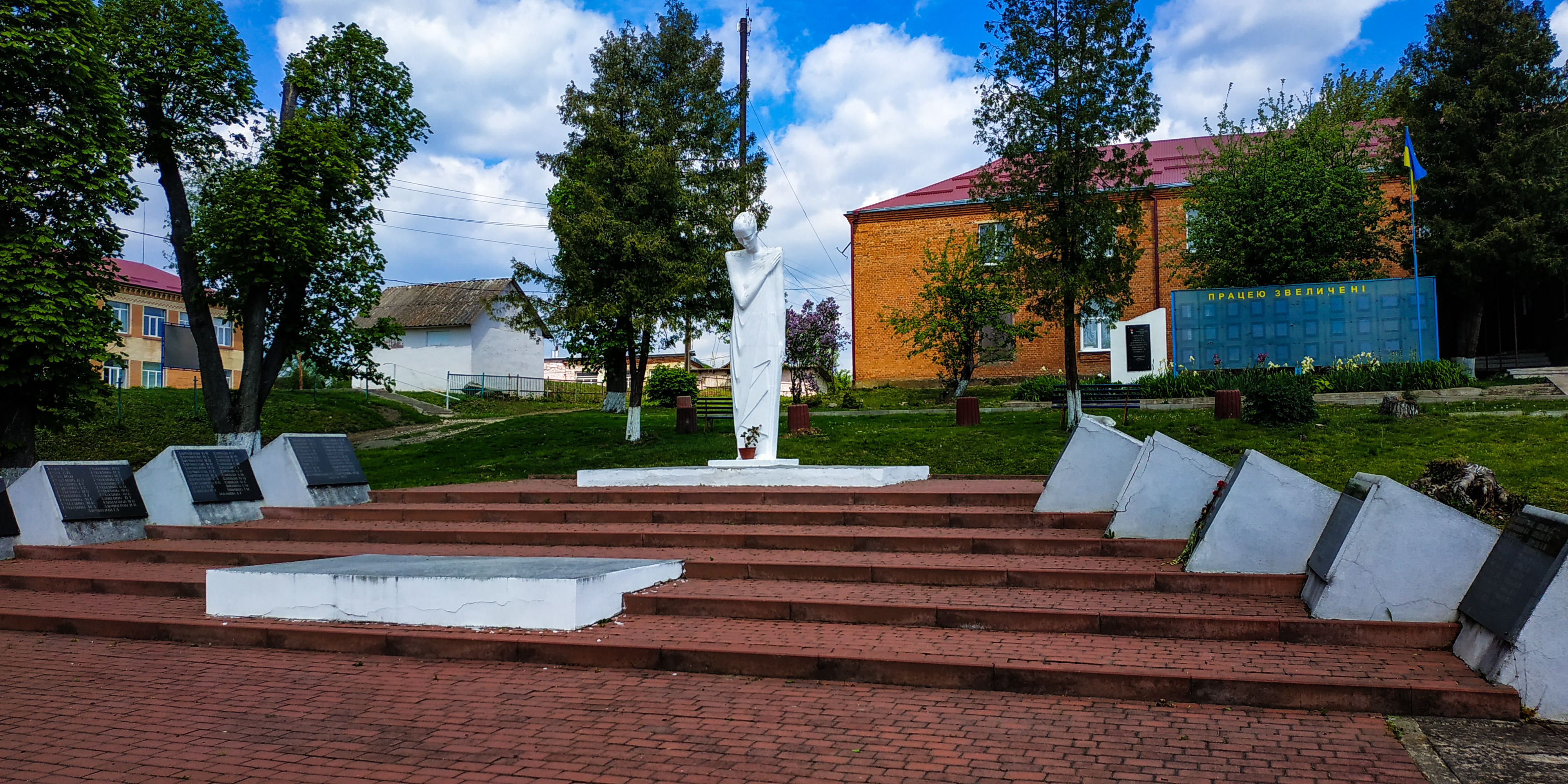
Меморіал
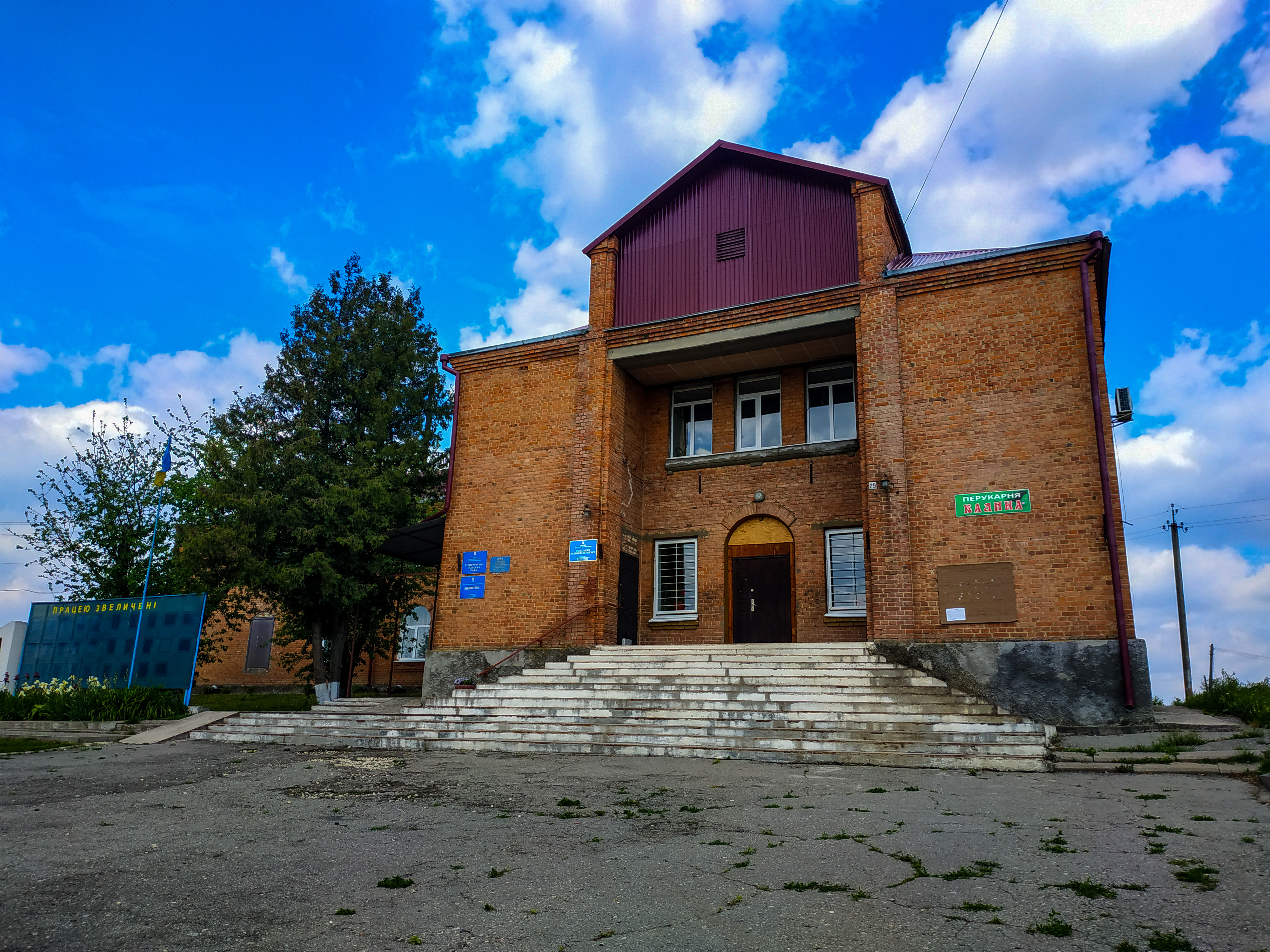
Приміщення сільської ради, будинку культури та бібліотеки
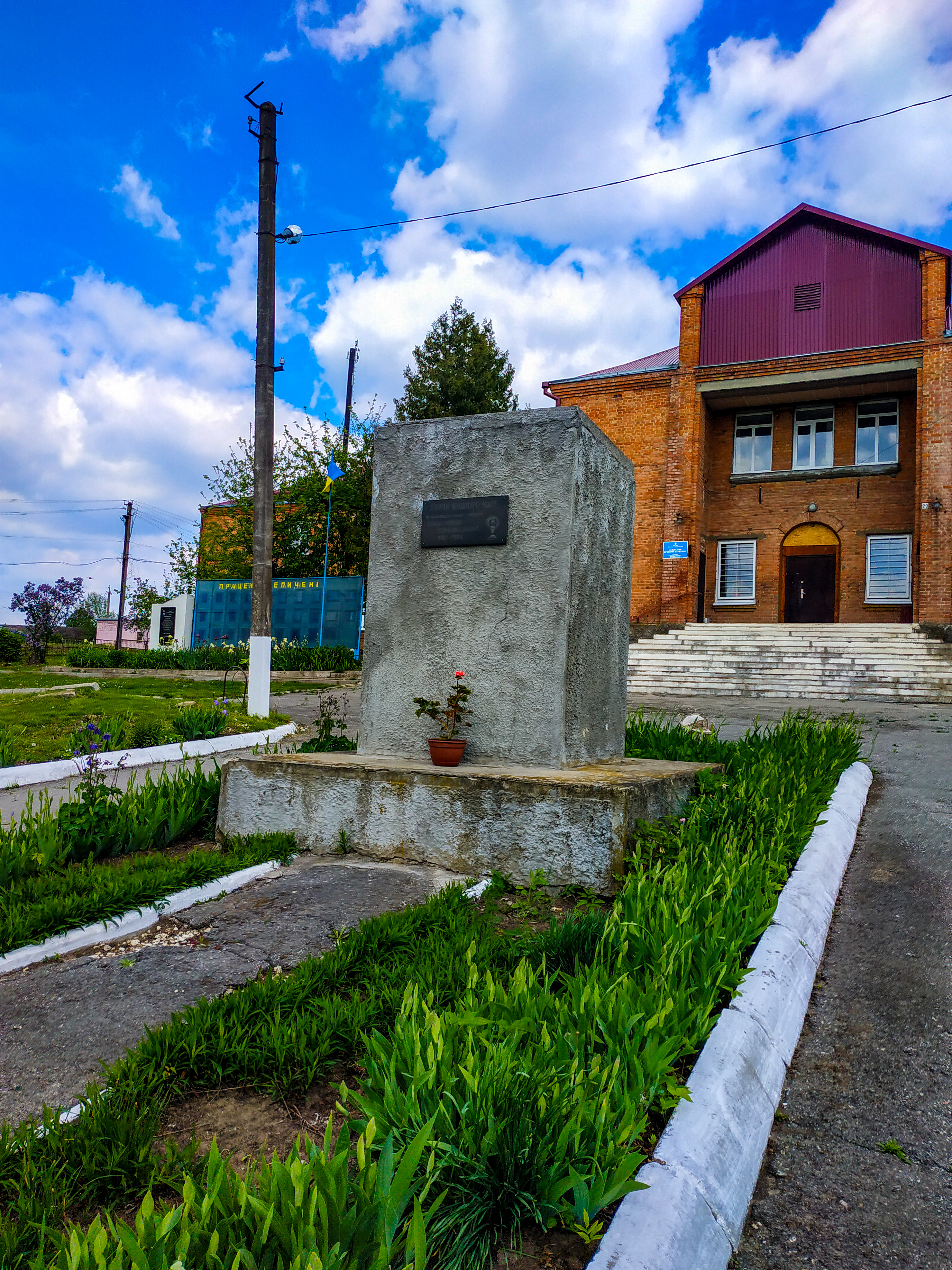
Пам'ятний знак героям України (на місці пам'ятника Леніну)
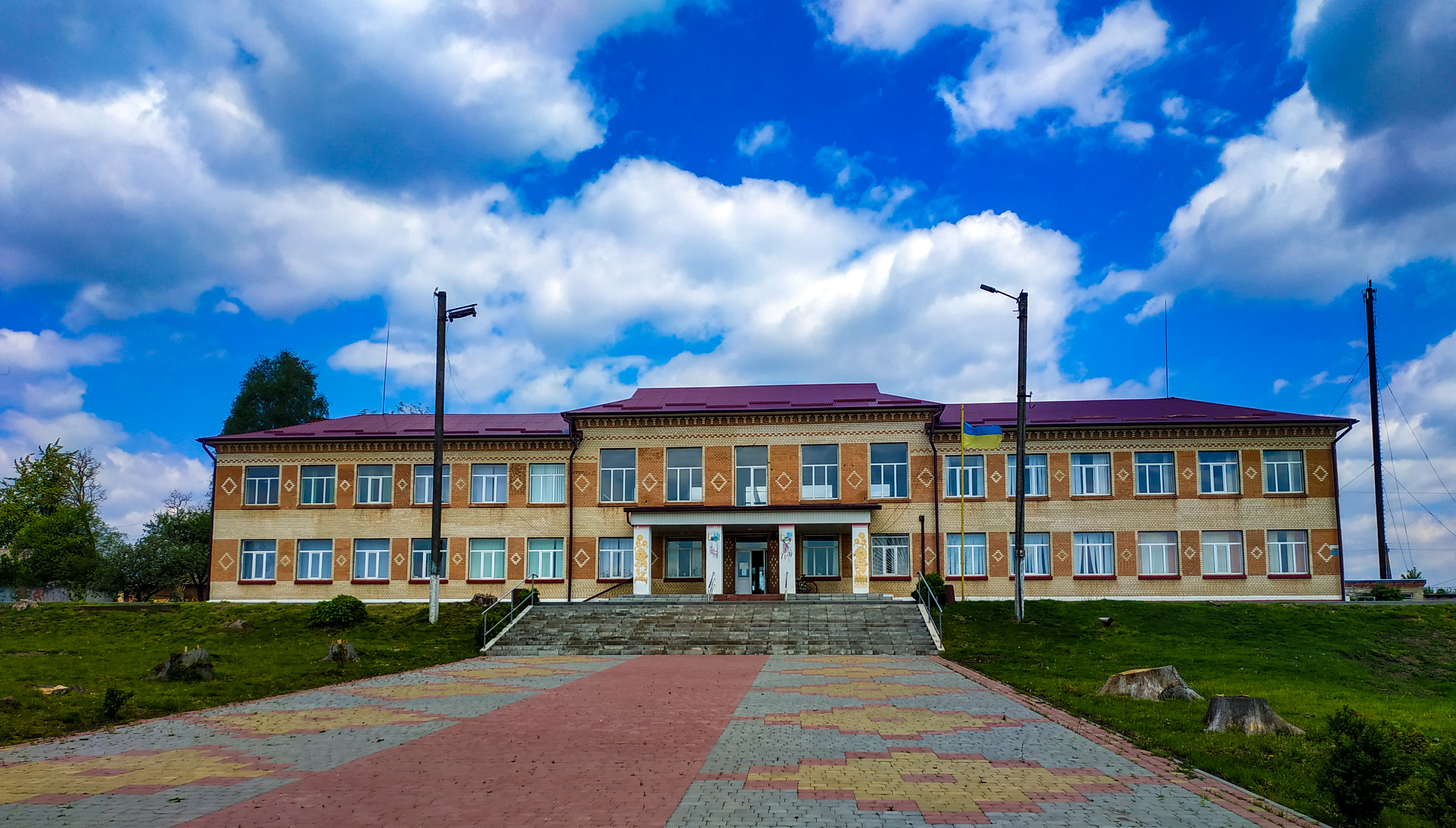
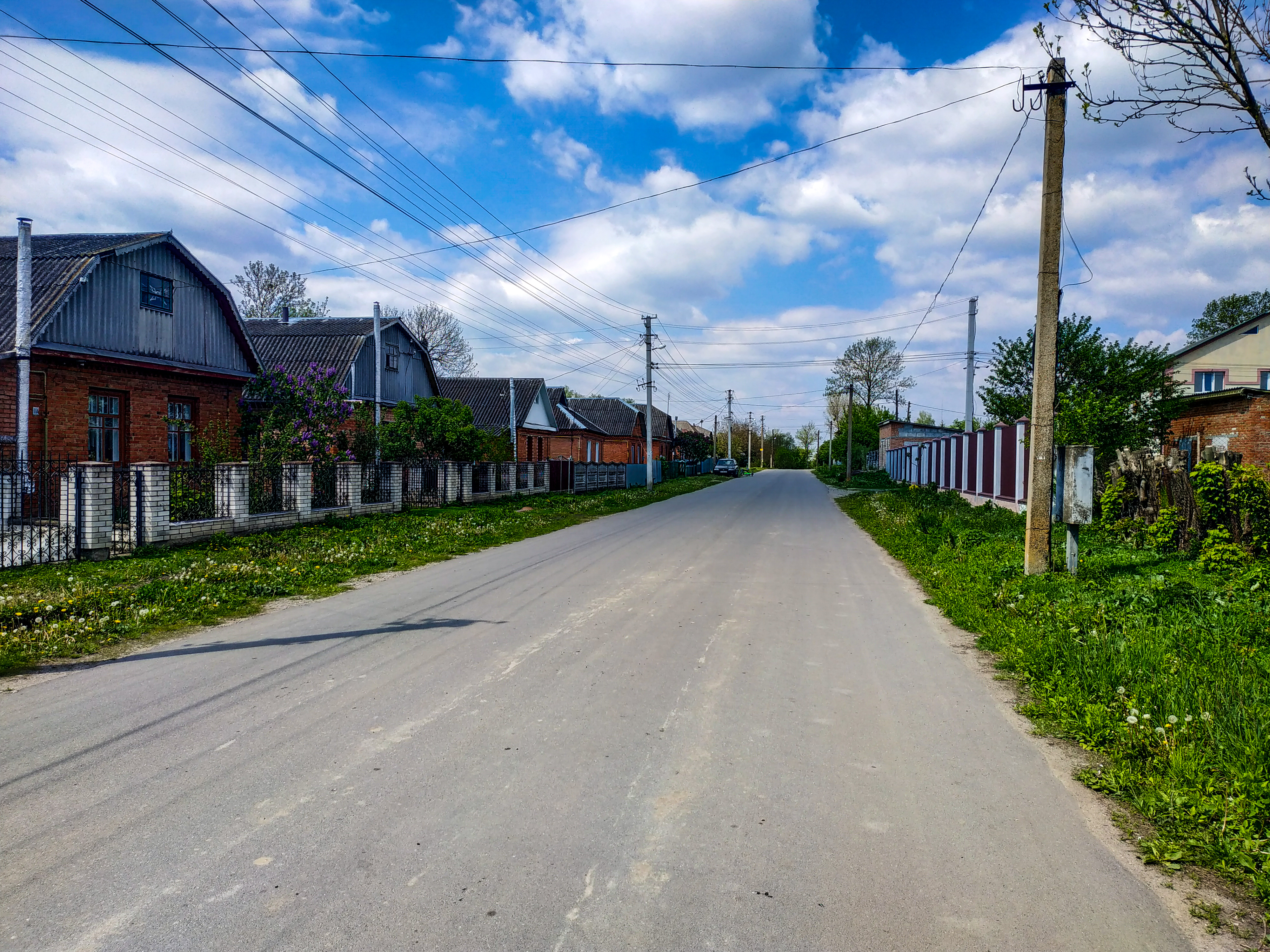
Вулиця Центральна (раніше - Леніна)
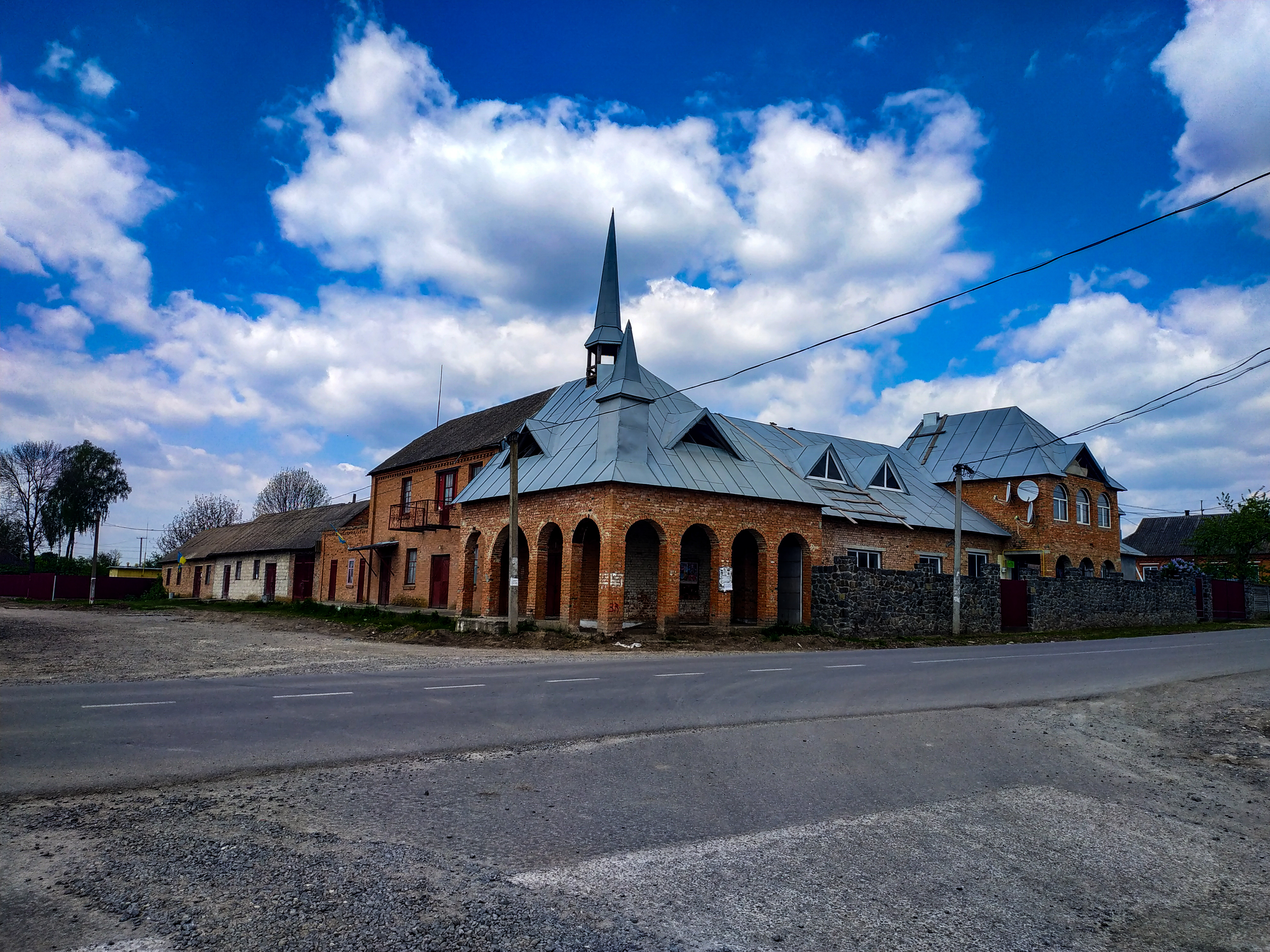
Будинок на перехресті вулиць Центральної та Хмельницької
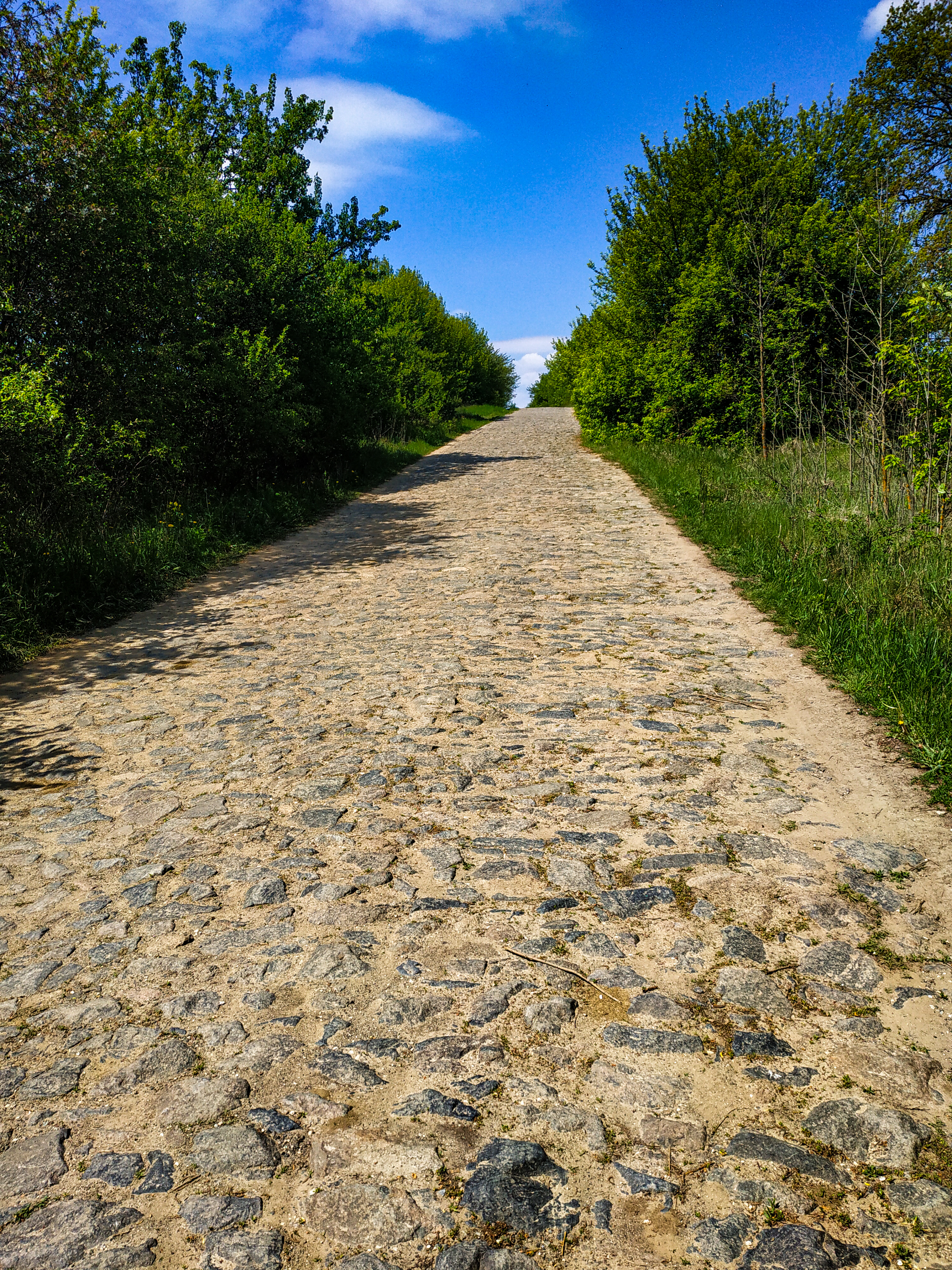
Брукована дорога на східній околиці села